# トゥアナオ

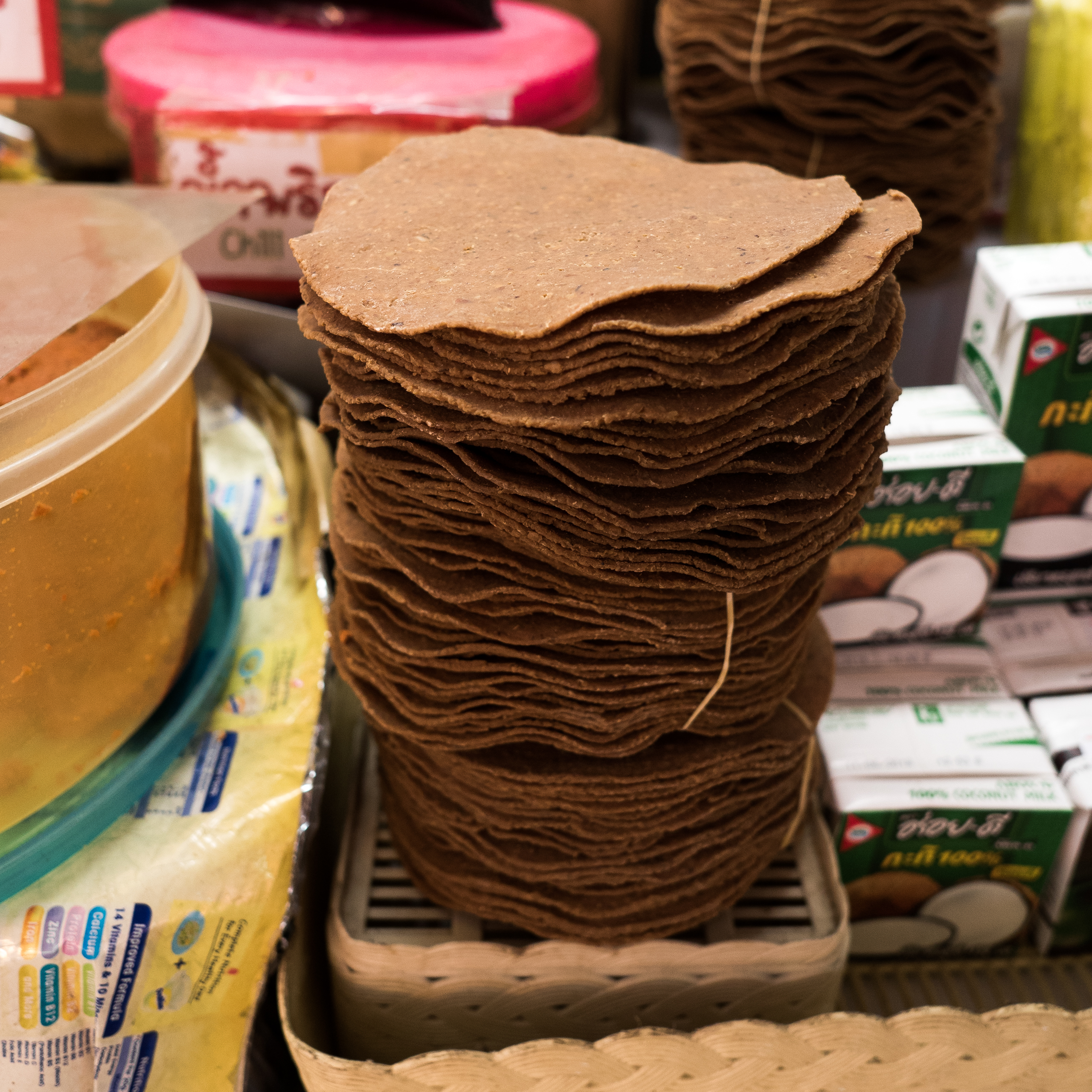
タイのせんべい状のトゥアナオ

トゥアナオ（泰: ถั่วเน่า, Thua-Nao）は、タイ、ラオス、ミャンマーで伝承される大豆の発酵食品の名称を指す。日本語表記ではトゥア・ナオやトナオとも書かれる。トゥアは「豆」、ナオは「臭い」、「腐っている」、「発酵している」を意味する。
塩を加えずに枯草菌でダイズを発酵させた食品という点では、日本の納豆に近い。トゥアナオには粒状の形は少なく、せんべい状、ひき割り状のものが調味料などに使われる。

## 呼称
タイのタイ語とラオスのラーオ語で、ともにトゥアナオと呼ばれる。タイ系諸族はタイ・ルー族、タイ・ヌア族、タイ・ユワン族、シャン族がラオス、タイ北部、ミャンマー、中国雲南省に住んでおり、このうちタイとラオス、ミャンマーのシャン州でトゥアナオと呼ばれている。ラオスのポンサーリー県では、毛豆腐（マオトウフゥ）の納豆と枯草菌の納豆をともにトゥアナオと呼び、ホー族はこれを豆豉と呼んでいる。同様の発酵食品は東南アジアや南アジアの各地にある（後述）。

## 形状・製法

### 形状
1. ひき割り状 - 日本のひき割り納豆に似たものから、ペースト状になるまで挽いたものまである[11]。
2. 乾燥せんべい状 - タイ系諸族のトゥアナオは、せんべい状が多い。叩いて平たいペースト状にして塩や香辛料を混ぜて乾燥させるが、好みに応じて無味もある。大きさは直径10センチメートルほどで形状は円形や長方形があり、小さいものだとクッキーや碁石ほどになる[12]。
3. 蒸し納豆 - タイとミャンマーの一部で行われている。煮た豆を軽くつぶして塩やトウガラシで味をつけ、バナナの葉で蒸す[注釈 4][13]。

タイのトゥアナオは、せんべい状のものは厚さや大きさがさまざまで、バナナの葉で包まれた1回分のものもある。ラオスのトゥアナオは、タイやミャンマーと同じく乾燥せんべい状の形が中心になっている。

### 製法
ダイズを水に浸し、柔らかくなるまで煮たあとで包んで数日間発酵させる。発酵した豆はひき割り状にして、せんべい状にして乾燥させる。塩やトウガラシを混ぜる場合もある。かつては煮たダイズを植物の葉に包んでいたが、近年ではプラスチック・バッグが増えている。プラスチック・バッグには通気性があり、日本の土嚢袋に類似している。
タイの製法では、自家用に作っていた時代にはショウガ科の植物・チーコックの葉で包んで発酵させていた。しかしチーコックは葉が小さく商業生産には向かないため、より大きなチーク属の葉を使うようになった。チークの葉の裏面が豆に接するようにして竹かごに敷き、煮た豆を入れて発酵させる。地域によってはトゥーンと呼ばれるフタバガキ科の葉（Dipterocarpus tuberculatus）も仕込みに使っており、樹木の減少や利便性からバナナの葉（Musa）や、ヒメシダ属の葉（Thelypteris subelata）、プラスチック・バッグを使うようになった。チークの葉に比べてプラスチック・バッグは発酵させる期間が短い。豆をつぶす際には、かつてはトンホックと呼ばれるナス科の植物（Solanum erianthum）を葉を手のひらにのせて使っていた。商業生産においては、挽肉用のミンチ機を使って豆を挽き大量生産する。
ラオスの製法は基本的にタイに近く、プラスチック・バッグが多く使われる。植物の葉を使う際は、バイ・トンチンと呼ぶクズウコン科のフリニウム属の葉を使う。バイ・トンチンがなければバナナやカンナなどの大きな葉を代用にするが、バイ・トンチンを使ったトゥアナオが最も美味だとされる。商業生産では臼を使って豆を挽く。ラオスのタイ系諸族がせんべい状のトゥアナオを作る時は、団子状に丸めたものを叩いて平たくする。中国系の民族が作る時は、型に入れる。ラオス北部の中心地ルアンパバーン郡では、中国系のホー族がトゥアナオの製法を伝えたとされる。中国やミャンマーと国境を接する北西部のムアン・シンでは、主にタイ・ヌア族とタイ・ルー族が作っている。

## 利用法

### タイ
北部のシャン族を中心にトゥアナオを作る。かつてラーンナー王朝があったラーンナー・タイと呼ばれる地域にあたり、低地の水田で暮らす民族がトゥアナオを作り、山地民は作らない。水田では乾季にダイズを栽培しておりトゥアナオの材料にするが、商業生産では必要量に足りないために、山地民からもダイズを仕入れている。
粒状のトゥアナオ・サー、ひき割り状のトゥアナオ・ム、せんべい状のトゥアナオ・ペーン、トゥアナオ・ケップ、ブロック状のトゥアナオ・ウがある。トゥアナオ・サーはトゥアナオ・メッ・コーという炒め物や、ソースのナムプリック・トゥアナオ、ナムプリック・オーン（トマトとひき肉のディップ）に使う。トゥアナオ・ケップは、ゲーン（汁物）やカノム・ジーン（米麺）の具にする。トゥアナオ・ムはあぶって餅米につけて食べたり、ナムプリックに混ぜたり、蒸してペースト状にする。農民の日常食でもある。トゥアナオ・ペーンはあぶっておかずにしたり、箸休めや口直しにちぎって食べる。トゥアナオ・ウは調味料として使い、あぶってから粉末にしたものはナムプリック・トゥアナオ・ポンとも呼び、茹でた野菜などにつける。野菜スープのゲーン・パックはトゥアナオを出汁にしてトウガラシ、ニンニク、魚醤、ハーブと混ぜる。タイ北部はミャンマー、ラオス、中国と影響を与え合う関係にあり、マイルドな味付けが多いとされる。
タイの調味料には、魚醤のナムプラー、魚の塩辛のプラーラー、エビの塩辛のカピなど魚介類を使ったものがある。海が遠い北部では魚の発酵食品は少なく、代わりにトゥアナオが利用されているという説がある。

### ラオス

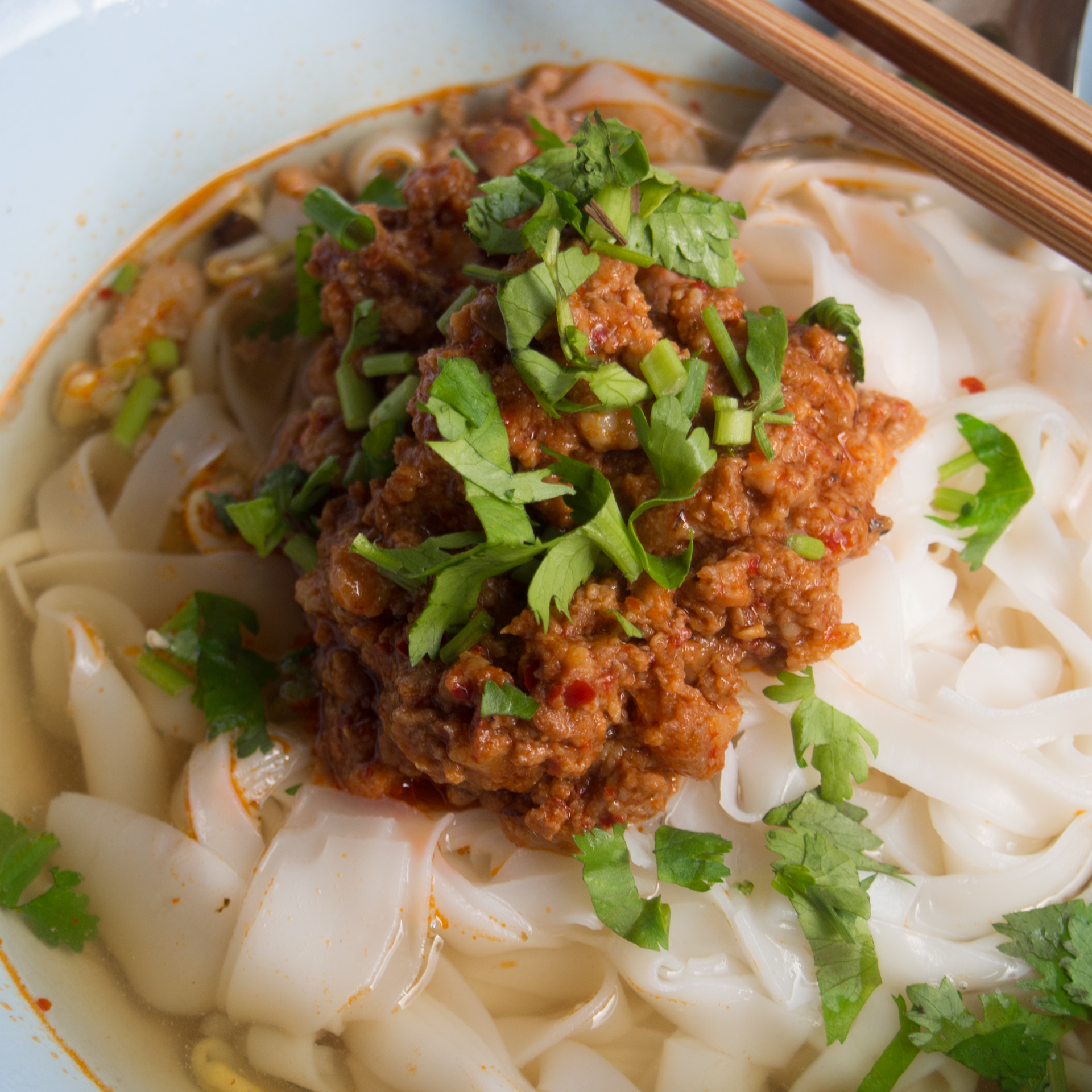
ラオスの麺料理のカオ・ソーイ。トゥアナオを使った炒め物をトッピングする。

ラオスのトゥアナオは北部で食べられており、首都のヴィエンチャンでは名前を知っていても食べたことのない人々が多い。北部では調味料として使う他に、そのまま焼いたり揚げて食べる。ラオスの調味料には魚醤や塩辛があるが、穀醤のトゥアナオは用途が広く、北西部や北部で需要が多い。自家用として作られる他に、ルアンナムター郡やルアンパバーン郡の市場ではひき割り状と乾燥せんべい状のトゥアナオが売っている。せんべい状のものはトゥアナオ・ペーン、粒状のものはトゥアナオ・メット、ひき割り状のものはトゥアナオ・ムンとも呼ばれる。
各地で共通の利用法として、米の麺料理であるカオ・ソーイがある。トゥアナオを豚そぼろのソースに入れてカオ・ソーイに浸けて食べるので、トゥアナオの消費の多くはカオ・ソーイ用だと推測される。カオ・ソーイはラオス北部の伝統的な料理であり、ラオス王国からラオス人民民主共和国となった1975年よりも前に食べられていたと推測される。近年のトゥアナオはムアン・シン産が中心であるが、タイとラオスの国境が閉鎖された1975年よりも前にはタイから輸入されていた可能性がある。ラオスのダイズ発酵食品とカオ・ソーイの分布はほぼ一致しており、ラオスでのトゥアナオの普及にはカオ・ソーイが影響したとされる。
ひき割り状と粒状のトゥアナオは、チェオというソースの材料に使ったり豆腐とともに食べる。チェオは魚醤、トウガラシ、ハーブが混ざっており、餅米、野菜、炒め物につける。せんべい状のトゥアナオは火であぶったり揚げて食べる。トゥアナオを使ったトウガラシソースはジェオ・トゥアナオと呼ばれ、乾燥したトウガラシを煮てニンニクやトゥアナオを加えてペースト状にする。

## 遺伝的特徴
東南アジアや東アジアの無塩発酵ダイズから分離した納豆菌のプラスミドは、共通の祖先を持っている。タイのトゥアナオの納豆菌（Bacillus subtilis (natto)）は家内工業生産によるため、特定株による工場生産をしている日本の納豆菌と比べて遺伝的多様性が保たれている。また、長期の食習慣をへており、安全面で信頼性が高い。

## 類似の食物
ダイズは栄養が豊富な反面、多くの有毒物質を含んでおり、発酵によって有毒物質を取り除く加工が古くから行われてきた。東南アジアやヒマラヤ、南アジアにおいてダイズの発酵食品は広範に見られ、中国の雲南省、ヒマラヤのネパールおよびブータン、インドにも類似の食文化が見られる。
ミャンマーには製法や利用法がトゥアナオと同様のダイズの発酵食品があり、ビルマ語でペーボウッと呼ぶ。「ペー」は豆、「ボウッ」は臭いを意味する。